# Catherine Breillat
Catherine Breillat (Bressuire, 13 de julio de 1948) es una directora de cine francesa radicada en París, reconocida por su trabajo documental basado en las problemáticas de la sexualidad, los problemas del género y la competencia de la hermandad, y también destacada por su trabajo como autora de novelas.
Catherine Breillat es controvertida por la manera en cómo presenta la sexualidad. En 1999 trabajó con el actor porno Rocco Siffredi en el filme titulado Romance, considerado uno de los primeros filmes con escenas de sexo real que se destinaron al circuito del cine comercial.
Su trabajo se ha asociado al cine del género corporal. En una entrevista con Senses of Cinema, describió a David Cronenberg como otro cineasta que considera que tiene un enfoque similar a la sexualidad en el cine.

## Biografía
Breillat nació en Bressuire, Deux-Sèvres, pero creció en Niort. Decidió convertirse en escritora y directora a la edad de doce años después de ver Noche de Circo de Ingmar Bergman, creyendo que había encontrado su "cuerpo ficticio" en el personaje de Harriet Andersson.
Comenzó su carrera en 1967 después de estudiar actuación en el "Studio d'Entraînement de l'Acteur" de Yves Furet en París junto con su hermana, la actriz Marie-Hélène Breillat. En 1968 se publicó su novela L'Homme facile. El gobierno francés lo prohibió para lectores menores de 18 años. Una película basada en la novela se realizó poco después de la publicación del libro, pero el productor se declaró en quiebra y el distribuidor bloqueó cualquier lanzamiento comercial de la película durante veinte años.
Aunque Breillat pasa la mayor parte de su tiempo detrás de la cámara, ha actuado en un puñado de películas. Debutó en el cine en El último tango en París de Bernardo Bertolucci (1972) como Mouchette, modista, junto a su hermana Marie-Hélène Breillat.
En 2004, Breillat sufrió una hemorragia cerebral, que le provocó un derrame  que le paralizó el lado izquierdo. Después de cinco meses de hospitalización y una lenta rehabilitación, volvió gradualmente al trabajo, produciendo Une vieille maîtresse (La última amante) en 2007. Esta película fue una de las tres películas francesas seleccionadas oficialmente para el Festival de Cine de Cannes de ese año.
En 2007, Breillat conoció al conocido estafador Christophe Rocancourt, y le ofreció un papel principal en una película que estaba planeando hacer, basada en su propia novela Bad Love, y protagonizada por Naomi Campbell. Poco después, ella le dio dinero para escribir un guion titulado La vie amoureuse de Christophe Rocancourt (La vida amorosa de Christophe Rocancourt), y durante el próximo año y medio, le otorgó préstamos de cantidades aún mayores. En 2009, se publicó un libro escrito por Breillat, en el que alegaba que Rocancourt se había aprovechado de su capacidad mental disminuida, ya que todavía se estaba recuperando de su accidente cerebrovascular. El libro se titula Abus de faiblesse, un término legal francés que generalmente se traduce como "abuso de debilidad". En 2012, Rocancourt fue condenado por abuso de hecho por tomar el dinero de Breillat y sentenciado a prisión.
En septiembre de 2010, la segunda película basada en un cuento de hadas de Breillat, La belle endormie (La bella durmiente), se estrenó en el 67 ° Festival de Cine de Venecia.
A partir de 2011, aunque Breillat se había trasladado a otros proyectos, todavía esperaba filmar Bad Love, pero aún no había podido encontrar financiación para hacerlo. Sin embargo, una adaptación cinematográfica de su libro Abus de faiblesse, dirigida por Breillat y protagonizada por Isabelle Huppert, comenzó la producción en 2012 y se proyectó en el Festival Internacional de Cine de Toronto 2013.
Se ha observado que "Breillat sigue comprometida con las tomas largas, particularmente durante las escenas de negociación sexual, una técnica que muestra el virtuosismo de sus artistas y enfatiza los elementos políticos y filosóficos del sexo".

## Filmografía
- 1976: Une vraie jeune fille
- 1979: Tapage nocturne
- 1988: 36 Fillette (Lolita' 90)
- 1991: Sale comme un ange
- 1995: À propos de Nice, la suite
- 1996: Parfait Amour !
- 1999: Romance
- 2000: À ma sœur!
- 2001: Brève traversée
- 2002: Sex is Comedy
- 2004: Anatomie de l'enfer (Anatomía del infierno)
- 2007: Une vieille maîtresse (Una vieja amante)
- 2009: Barbe bleue / Bluebeard
- 2010: La belle endormie
- 2016: Abus de faiblesse
- 2023:  L'Été dernier (El verano pasado)[14]

## Premios y distinciones
Festival Internacional de Cine de Venecia
| Año  | Categoría    | Película           | Resultado |
| ---- | ------------ | ------------------ | --------- |
| 2010 | Premio Cicae | La bella durmiente | Ganadora  |